# Капітан 3 рангу
Капіта́н 3 ра́нгу (лат. capitaneus — воєначальник, від лат. caput — голова) — військове звання старших офіцерів Військово-Морських Сил Збройних Сил України, а також деяких інших країн (Албанія, Російська Федерація та інші). В сухопутних військах відповідає військовому званню майор.
Звання капітана 3 рангу вище за капітан-лейтенанта і нижче за капітана 2 рангу.

## Еквіваленти в військово-морських силах інших країн
У різних державах званню капітан 3 рангу відповідають як аналогічні за значенням слова, так й інші, в залежності від традицій, у яких розвивався флот. У державах, які перебували під впливом Російської імперії та СРСР (держави, які входили до Організації варшавського договору), розповсюджена назва за рангом корабля, яким керує відповідний офіцер, — «капітан 3 рангу». У державах, де в назві фігурує тип підпорядкованого корабля, розповсюджена назва «капітан корвету». Також розповсюджена форма звання «заступник командувача»: «лейтенант-командер» чи «командер-лейтенант».

### Капітан 3 рангу
- У військово-морських силах Албанії — алб. Kapiten III-radhë,
- У військово-морських силах Болгарії — болг. Капитан III ранг,

### Капітан корвету
- Німеччини та інших німецькомовних країн відповідає званню: корветтен-капітан (нім. Korvettenkapitän),
- У Франції — капітан корвета (фр. Capitaine de corvette),
- У Іспанії — ісп. Capitán de Corbeta,
- У Італії — італ. Capitano di corvetta,
- У Словенії — словен. Kapitan korvete,
- У Хорватії — хорв. Kapetan korvete,

### Заступник командуючого
- Великій Британії (та Британської співдружності), а також у ВМС США — лейтенант-командер (англ. Lieutenant commander),
- У Латвії — латис. Komandleitnants,
- У Литві — лит. Komandoras leitenantas .

### Інші випадки
- У Польщі — командор-підпоручник (пол. Komandor podporucznik).

## Історія використання

### Московська держава та Російська імперія
Чин капітана 3 рангу існував на флоті в період 1713—1732 та з 1750-х до 1764 року. Був запроваджений царем Петром Першим для командирів лінійних кораблів 3-го рангу. Чин увійшов до Морського статуту 1720 року, та в Табель про ранги 1722 року. Згідно з Табелем про ранги, капітан 3 рангу відносився до VIII класу та відповідав майорському чину в сухопутних силах та колезькому асесору цивільної служби.
Первинно (1713 рік) чин капітана 3 рангу був вищим за капітана 4 рангу і нижчим за капітана 2 рангу. У статуті 1720 року чин капітана 3 рангу вже був вищим за капітан-лейтенанта і нижчим за капітана 2 рангу.

### УНР
У Військово-морських силах УНР звання капітана 3 рангу було відсутнє (як і на флоті колишньої Російської імперії), у сухопутних силах звання «майор» також було відсутнє. Нижчим за звання капітана 2-го рангу було звання старшого лейтенанта. Слід зауважити, що знаки розрізнення капітана 2 рангу УНР збігалися із сучасними знаками розрізнення капітана 3 рангу України (три смужки середнього розміру).

### СРСР
Після скасування персональних військових звань, у Радянській Росії (а з 1922 року в СРСР) склалася система вжитку посадових рангів. Ще наказом від 16 січня 1919 року в Радянській Росії затверджуються посадові знаки розрізнення РСЧА, генетично не пов'язані з попередніми знаками розрізнення російської імперської армії. Знаки розрізнення Червоного Флоту, як і в попередні часів Тимчасового уряду базувалися на комбінації стрічок різної ширини. Уже в 1924 році наказом РВР СРСР № 807 від 20 червня 1924 року затверджені командно-стройові посади, з відповідники знаками розрізнення.
22 вересня 1935 року у СРСР були введені персональні військові звання. Серед інших з'явилося військове звання «капітан 3 рангу». Система військових звань здебільшого збігалася з колишньою системою військових чинів Російської імперії. Званню капітана 3 рангу, відповідало звання майор у сухопутних силах та авіації, та батальйонного комісару політичного складу (до 1942 року).
У 1940 році були введені генеральські та адміральські звання, які не мали прямого співвідношення зі старими званнями вищого командного складу. Декілька змінилося співвідношення звання у сухопутних силах до звання корабельного складу ВМС: капітан 1 рангу, став дорівнювати полковнику, а капітан 2 рангу — підполковнику. Капітан 3 рангу, як і раніше, дорівнював майору. У цей же час для інженерного складу корабельної служби вводяться нові звання, капітану 3 рангу дорівнював інженер-капітан 3 рангу.
Згідно з главою 4 наказу про введення персональних військових звань, командний та начальницький склад ВМС отримали знаки розрізнення у вигляді комбінації галунних стрічок різної ширини. Командний склад, військово-політичний та військово-технічний склади мали стрічки жовтого (золотого) кольору, інший начальницький склад білого (срібного) кольору. Колір між стрічками командний склад мав кольору мундиру, начальницький склад кольору служби. Знаками розрізнення капітана 3 рангу з 1935 року були три стрічки середнього розміру на рукавах, а з 1943 року ще і погони з двома просвітами і однією п'ятипроменевою зіркою (як у майора).
Ще перед введенням персональних військових звань, відповідні посадові знаки розрізнення використовували військовики 8-ї категорії (старший начсклад), що відповідало посаді «командир сторожового корабля». Галуни були завширшки 1,30 см. Над галунами розміщувалася п'ятипроменева зірка з красного сукна (діаметром в 4,5 см) з золотою облямівкою.
Звання проіснувало до розпаду СРСР у 1991 році і увійшло військову ієрархію більшості держав які утворилися на його уламках.

### Військово-Морські сили України (з1991року)
Збройні сили України які утворилися під час розпаду СРСР, перейняли радянський зразок військових звань, а також радянських знаків розрізнення. За знаки розрізнення капітан 3 рангу мав три середні стрічки на рукаві, а також погони з двома просвітами на яких розміщувалися по одній середній п'ятипроменевій зірці (як у майора).
5.07.2016 року президент України затверджує «Проект однострою та знаки розрізнення Збройних Сил України». В Проекті серед іншого розглянуті військові звання та знаки розрізнення військовослужбовців. Змінюються знаки розрізнення військовослужбовців, відходячи від радянського зразку.
20.11.2017 виходить наказ Міністерства оборони України № 606 де уточнюються правила носіння і використання однострою військовослужбовцями. Для корабельного складу ВМС знаками розрізнення стають стрічки на рукавах та на погонах.
Знаками розрізнення капітана 3 рангу залишаються три стрічки середнього розміру.